# Telis
Telis (en llatí Telys, en grec antic Τῆλυς) fou un ciutadà de Síbaris que va pujar a la tirania per la seva demagògia i va persuadir al poble de desterrat als 500 ciutadans més rics i confiscar la seva propietat.
Els exiliats es van refugiar a Crotona, on Telis va enviar una petició perquè fossin expulsats. Segons diu Diodor de Sicília, Pitàgores va convèncer els crotonians de mantenir la protecció dels exiliats i la conseqüència va ser una declaració de guerra entre les dues ciutats en la qual Síbaris va ser destruïda l'any 510 aC, segons Diodor i Heròdot.
No obstant Heràclides Pòntic presenta a Telis com un tirà que va ser enderrocat abans de la guerra fatal amb Crotona, i diu que en la revolució que va posar fi al seu govern es van produir molts actes de crueltat i els partidaris de Telis van ser massacrats, fins i tot als altars, de manera que la deessa Hera va girar el seu rostre amb horror i va brollar de terra una font de sang. La destrucció de la ciutat de Síbaris és considerada per Heràclides un càstig pels excessos.